# 胡玉縉
胡玉縉（1859年—1940年），字綏之， 號綏庵，江蘇吳縣人，清朝末年进士，民国初期学者、教授。

## 生平
十九歲時肄业于苏州正谊书院（地址即苏州可园），後入江陰南菁書院，光绪十七年(1891)辛卯以优贡中江南乡试举人，二十六年(1900)任福建兴化县教谕。光緒二十九年（1903年）癸卯經濟特科进士，曾官湖北知县，入湖广总督张之洞幕，次年奉張之洞、端方之命由湖北赴日本考察政學，光绪三十二年(1906)补学部主事，升员外郎。宣統元年己酉(1909)，任禮學館纂修（同事有曹元忠 (資政院)、曹元弼等）。入民国，曾任京師大學堂、北京大学、北京高等师范学校教授，1912年中國近代第一個國立歷史博物館籌備處主任、處長，接收太學器皿等文物。通文字、音韵、目录之学，著有《四庫全書總目提要補正》、《四库未收书目提要续编》、《許廎學林》、《許廎經籍題跋〈古今圖書集成〉書後》、《甲辰东游日记》等書。曾参加《续修四库全书总目提要》（1925-1945）撰稿，1931年（民國二十年），与橋川時雄、江瀚訪問日本，分別到京都和東京拜會狩野直喜和服部宇之吉，商議「續修提要」的編纂事宜。1936年，离京返苏州定居，专心著述。

## 家庭
- 妻许氏。其父許玉瑑（字虞臣，号鹤巢），吴县人，同治三年(1864)举人，官刑部郎中，著《诗契斋诗钞》五卷（民国元年壬子门人潘祖年校刻本），门人潘祖年（胞兄咸豐二年（1852年）壬子恩科探花潘祖荫，祖父乾隆五十八年（1793年）癸丑科状元潘世恩）。